# Mundo Brasero
Mundo Brasero es un programa de televisión español presentadora por el periodista y hombre del tiempo Roberto Brasero. El espacio está producido por Antena 3 Noticias y se emite en Antena3 desde el 8 de mayo de 2022. Además contará con la participación de Adriana Abenia, Jalis de la Serna, Patricia Pérez, Rafa Maza, Flipy y Beatriz Toribio. El programa fue cancelado sin previo aviso nueve semanas después tras sus discretos datos de audiencia sin poder despedirse.

## Formato
Mundo Brasero estará muy centrado en las cuestiones sociales, prestaba una amplia cobertura a las temáticas vinculadas al consumo, la salud, la economía o la naturaleza, entre otras. Una de sus secciones estará dedicada a la España vaciada. Cada semana un personaje conocido, vinculado a la España vaciada, servía como guía para un recorrido por la arquitectura, las gentes o las tradiciones de cada lugar al que pertenece.
En cuanto al apartado de Consumo, Patricia Pérez se centraba en las cuestiones relacionadas con la salud y el bienestar, con especial atención a los sectores primarios y a cómo se elaboran los productos que consumimos. 
Beatriz Toribio, por su parte, profundizaba en los temas vinculados a los consumos energéticos, a la vivienda y a la cesta de la compra, proporcionando también claves y trucos para el ahorro.
Jalis de la Serna se encargaba de “La Denuncia”, una sección con reportajes sobre diferentes temáticas. Operaciones policiales contra productos ilegales o falsificaciones, “atentados” urbanísticos, conflictos sociales y vecinales… serán algunas de las temáticas que abordará.
Con “Eres un fenómeno si sabes…”, Adriana Abenia planteaba diversas preguntas con temas de actualidad a modo de concurso, interactuando tanto con el público del programa a través de las redes sociales como con los demás colaboradores. 
En “Mundo Fabiolo” el actor Rafa Maza comentaba los momentos más destacados de otros programas de radio y televisión así como los titulares de prensa, mientras que Flipy demostrará que la ciencia puede divulgarse de una manera didáctica y divertida.

## Equipo del programa
| Presentador       | Profesión                      | Duración |
| ----------------- | ------------------------------ | -------- |
| Roberto Brasero   | Periodista y hombre del tiempo | 2022     |
| Adriana Abenia    | Presentadora y actriz          | 2022     |
| Jalis de la Serna | Periodista                     | 2022     |
| Beatriz Robles    | Nutricionista                  | 2022     |
| Eriz Cerezo       | Reportero                      | 2022     |
| Jorge Limia       | Reportero                      | 2022     |
| Alicia Plaza      | Reportera                      | 2022     |
| Carmen Alfaro     | Reportera                      | 2022     |

## Temporadas y audiencias

### Temporada 1 (2022)
| 1 | 8 de mayo de 2022   | 780 000 (7,3%) |
| 2 | 15 de mayo de 2022  | 706 000 (6,8%) |
| 3 | 22 de mayo de 2022  | 743 000 (7,4%) |
| 4 | 29 de mayo de 2022  | 642 000 (6,1%) |
| 5 | 5 de junio de 2022  | 755 000 (7,9%) |
| 6 | 12 de junio de 2022 | 750 000 (7,5%) |
| 7 | 19 de junio de 2022 | 687 000 (6,9%) |
| 8 | 27 de junio de 2022 | 633 000 (7,0%) |
| 9 | 3 de julio de 2022  | 655 000 (7,1%) |

### Mundo Brasero: Temporadas
| Edición                          | Fecha | Programas | Cadena   | Audiencia      |
| -------------------------------- | ----- | --------- | -------- | -------------- |
| Mundo Brasero: Primera temporada | 2022  | 9         | Antena 3 | 706 000 (7,1%) |